# Jackson Brundage
Jackson Brundage (født 21. januar 2001) er kendt for at spille James Lucas Scott, søn af Nathan og Haley Scott i tv-serien One Tree Hill. I 2008 lagde han stemme til tegneseriefiguren Pablo i Einstien Pals. Han spillede "lille Danny" i en episode af Las Vegas, og han har lige forlænget sin kontrakt som Jamie Scott i den syvende sæson af One Tree Hill.